# محمدرضا سروری
محمدرضا سروری (۱۳۸۷ – ۳۰ شهریور ۱۴۰۱) نوجوان ۱۴ ساله افغانستانی بود که در ۲۱ شهریور در شهر ری تهران و در جریان خیزش ۱۴۰۱ ایران به‌دست نیروهای امنیتی جمهوری اسلامی کشته شد.

## کشته‌شدن
محمدرضا سروری نوجوان ۱۴ ساله افغانستانی بود که در ۲۱ شهریور در شهر ری تهران و در جریان خیزش ۱۴۰۱ ایران با شلیک گلوله به‌دست نیروهای حکومتی کشته شد. علت مرگ این نوجوان اصابت جسم پرتابه‌ای پرشتاب (گلوله)، خون‌ریزی و له‌شدگی مغز عنوان شده‌است.

## رد ادعای حکومت
علی شریف‌زاده، وکیل دادگستری با انتشار جواز دفن موکلش محمدرضا سروری اعلام کرد که او به دلیل اصابت گلوله کشته شده‌است.
در تصویری جواز دفن این نوجوان دلیل مرگ، اصابت جسم پرتابه‌ای پرشتاب و خونریزی و له‌شدگی بافت مغزی اعلام شده و به نظر می‌رسد که گلوله به سر محمدرضا سروری اصابت کرده‌است.
وکیل محمدرضا سروری در واکنش به اکاذیب منتشره از سوی صدا و سیما و اعترافات اجباری مبنی بر خودکشی نیکا شاکرمی و سارینا اسماعیل‌زاده گفت: «فردا اعلام نکنید خودکشی کرده یا به علت بیماری قبلی بوده؛ محمدرضا با برخورد جسم سخت و له‌شدگی جمجمه، کشته شده‌است.»
اساساً مسئولان حکومت جمهوری اسلامی دلیل کشته‌شدن معترضان را خودکشی، بیماری زمینه‌ای، گاز گرفتن سگ… و حتی شلیک معترضان به یکدیگر اعلام می‌کنند.

## گزارش عفو بین‌الملل
بر اساس گزارش عفو بین‌الملل، محمدرضا سروری، مثل ستاره تاجیک، یکی از دو نوجوان افغانستانی بودند که در اعتراضات سراسری ۱۴۰۱ ایران کشته شد.